# 保罗·林克 (足球运动员)
保罗·林克（德語：Paulo Rink，1973年2月21日—），德国男子足球运动员，场上位置是前锋。他曾代表德国国家队参加2000年欧洲足球锦标赛，结果队伍止步小组赛阶段。